# جایزه ادبی یلدا
جایزهٔ ادبی یلدا از جوایز ادبی خصوصی ایران بود.

این جایزه توسط انتشارات کاروان و مؤسسه فرهنگی- انتشاراتی اندیشه‌سازان در سال ۱۳۸۱ بنیان‌گذاری شد و پس از اعلام توقف فعالیت انتشارات اندیشه‌سازان، چهارمین دوره از این جوایز توسط انتشارات کاروان اهدا گردید. جایزه ادبی یلدا پس از چهار دوره، دیگر برگزار نشد. دبیر سه دوره از این جوایز مدیا کاشیگر بود.

## برندگان
برندگان جایزهٔ یلدا در دوره‌های مختلف عبارتند از:
- غیررسمی ۱۳۸۰: بهترین رمان: چراغ‌ها را من خاموش می‌کنم نوشتهٔ زویا پیرزاد
- اولین دوره ۱۳۸۱: بهترین رمان (به‌طور مشترک): نیمه غایب نوشتهٔ حسین سناپور - برهنه در باد نوشتهٔ محمد محمدعلی[۷]
- دومین دوره ۱۳۸۲: بهترین رمان: پرنده من نوشتهٔ فریبا وفی - بهترین مجموعه داستان (به‌طور مشترک): آفتاب مهتاب نوشته شیوا ارسطویی - آن طرف خیابان نوشتهٔ جعفر مدرس صادقی[۸]
- سومین دوره ۱۳۸۳: بهترین رمان: نام‌ها و سایه‌ها نوشتهٔ محمدرحیم اخوت - بهترین مجموعه داستان: هیچ اثری شایسته شناخته نشد.[۹]
- چهارمین دوره ۱۳۸۴: بهترین رمان: وقت تقصیر نوشتهٔ محمدرضا کاتب - بهترین رمان اول: آداب بی‌قراری نوشتهٔ یعقوب یادعلی - بهترین مجموعه داستان اول: بگذریم... نوشتهٔ بهناز علی‌پور گسکری[۴][۱۰]

## دلایل انحلال
روابط عمومی انتشارات کاروان یکی از بنیان‌گذاران و برگزارکنندهٔ چهار دورهٔ جایزهٔ ادبی یلدا اعلام کرد که تصمیم گرفته است در سال ۱۳۸۵ مراسم جایزهٔ ادبی یلدا را برگزار نکند.
به گزارش همشهری آنلاین ، انتشارات کاروان دلایل خود را برای این تصمیم به مشکلات دریافت مجوز برای برگزاری مراسم، نبود حمایت جدی از سوی صنایع و مؤسسات تجاری برای حمایت مالی از این حرکت نسبت داد و دربارهٔ نحوه داوری آثار اضافه کرده است «انتشارات کاروان کاروان با وجود تلاش چهارساله‌اش با هدف ایجاد نظامی عادلانه برای داوری آثار ادبی متأسفانه موفق نشده است همکاری داورها را برای قضاوت بی‌طرفانه و فارغ از مسائل حاشیه‌ای جلب کند.
این ناشر همچنین نبود آثار قابل قبول در سال جاری در حوزه ادبیات را از دیگر دلایل تصمیم به برگزار نکردن این مراسم عنوان کرد.